# Totleben (Bulgarien)
Totleben (bulgarisch Тотлебен) ist ein Dorf in der Gemeinde Pordim in der Oblast Plewen im Norden Bulgariens. Es liegt 10 km nordöstlich von Pordim und 25 km östlich der Stadt Plewen auf dem linken Ufer der Ossam, einem Nebenfluss der Donau. Am südlichen Ortsrand verläuft die Europastraße 83.
Das Dorf, in dem 2011 auf einer Fläche von 32,63 km² 539 Einwohner lebten, ist benannt nach Graf (Franz) Eduard Iwanowitsch von Totleben (1818–1884), einem deutsch-baltischen General der russischen Armee, der vor allem durch seine Errungenschaften auf dem Gebiet des Festungsbaus und des Pionierwesens bekannt wurde.